# José María García de Paredes
Jose María García de Paredes (Granada 1924-Madrid 1990) fou un arquitecte. Llicenciat per l'Escuela Técnica Superior de Arquitectura de Madrid el 1950. Obté el doctorat el 1966. Pertany a la generació d'arquitectes espanyols de la postguerra que van apropar-se al moviment modern. Entre les seves obres arquitectòniques destaca la Cambra de Comerç de Còrdova, realitzada amb la col·laboració de Rafael de Lahoz, o el Col·legi Major Aquina a la ciutat universitària de Madrid que va rebre el Premio Nacional de Arquitectura el 1956. Va compaginar la seva tasca professional amb la docència impartint classes a les Escoles d'Arquitectura de Madrid i Sevilla i va ser professor convidat al International Laboratory of Architecture and Urban Design de les Universitats d'Urbino i Siena. Al llarg de la seva carrera va rebre nombrosos premis, dels quals destaquen el Premio Nacional de Arquitectura o la medalla d'or de la XI Triennal de Milà. Com la majoria d'arquitectes de la seva època, la seva relació amb el disseny industrial és fruit de la necessitat professional. Així entre els seus dissenys cal destacar l'expositor Manuel de Falla, bancs i llums per a l'auditori de Conca o la prestatgeria Es-Ex (1964). La seva última obra fou el Teatre Auditori de Conca.